# Gottlieb Taschler
Gottlieb Taschler (Anterselva, 21 de agosto de 1961) es un deportista italiano que compitió en biatlón.
Participó en los Juegos Olímpicos de Calgary 1988, obteniendo una medalla de bronce en la prueba de relevos. Ganó dos medallas en el Campeonato Mundial de Biatlón, oro en 1991 y bronce en 1986.

## Palmarés internacional
| Juegos Olímpicos   | Juegos Olímpicos  | Juegos Olímpicos  | Juegos Olímpicos |
| Año                | Lugar             | Medalla           | Prueba           |
| ------------------ | ----------------- | ----------------- | ---------------- |
| 1988               | Calgary (Canadá)  | Medalla de bronce | Relevos          |
| Campeonato Mundial |                   |                   |                  |
| Año                | Lugar             | Medalla           | Prueba           |
| 1986               | Oslo (Noruega)    | Medalla de bronce | Relevos          |
| 1991               | Lahti (Finlandia) | Medalla de oro    | Equipo           |